# Санту-Эштеван (Эштремош)
Санту-Эштеван (порт.  Santo Estêvão) — фрегезия (район) в муниципалитете Эштремош округа Эвора в Португалии. Территория — 33,62 км². Население — 112 жителей. Плотность населения — 3,3 чел/км².